# Percival Provost

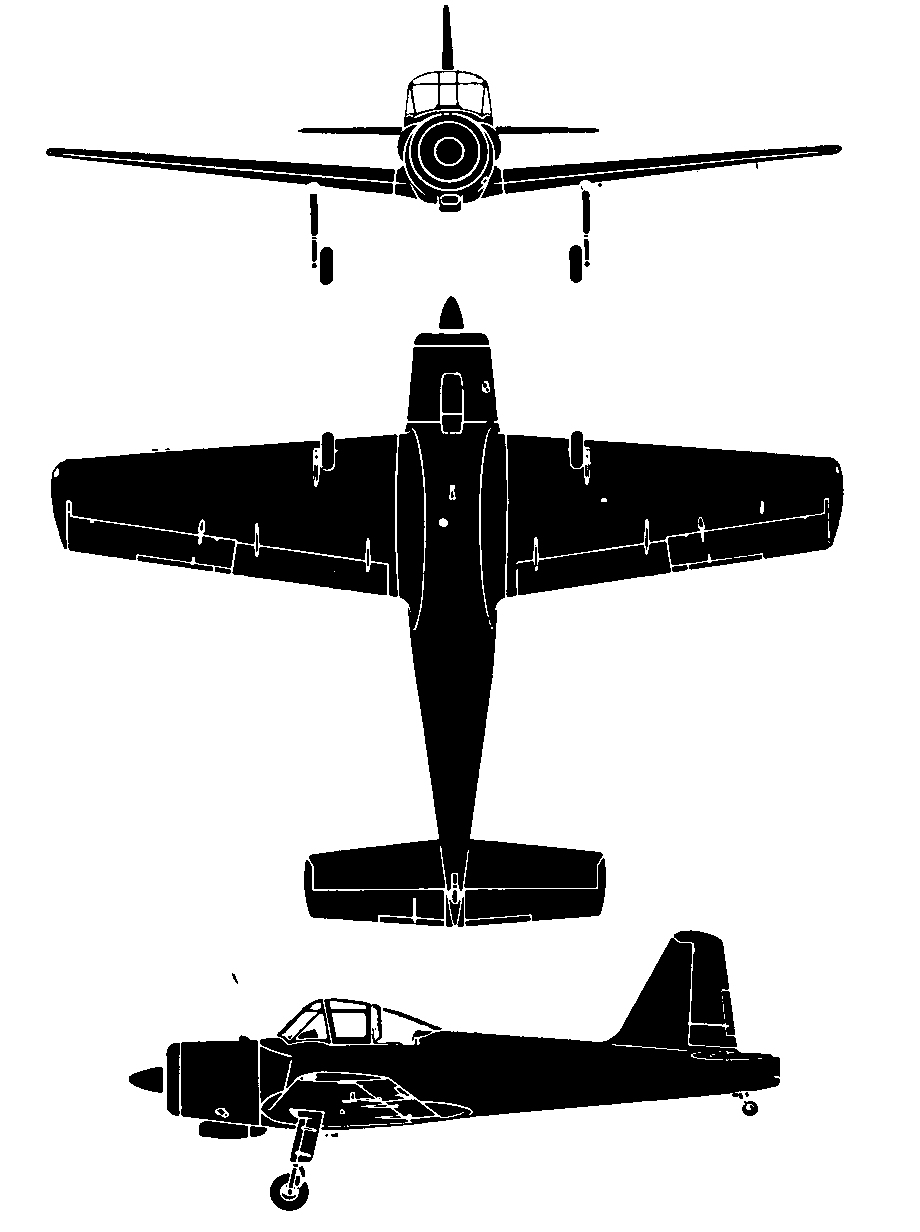
Схема Percival Provost T.1

Percival Provost — британский учебно-тренировочный самолёт для начальной лётной подготовки. Разработан в 50-х годах для замены устаревшего самолёта Percival Prentice в подразделениях ВВС Великобритании. Моноплан с низкорасположенным крылом и неубирающимся хвостовым колесом. Имел необычное расположение кресел в один ряд. Стал последним поршневым учебным самолётом в ВВС Великобритании.
В 1954 году было произведено усовершенствование машины — на неё был установлен турбореактивный двигатель. Новый самолёт был получил название 
BAC Jet Provost. В 60-х годах все находящиеся на вооружении Percival Provost были заменены на BAC Jet Provost.
Percival Provost экспортировался в Ирландию, Зимбабве, Оман, Бирму, Ирак, Малайзию и Судан. Несколько самолётов до сих пор летают в Великобритании.

## Модификации
Percival P.56 Mark 1
2 прототипа, испытывались с двигателями Armstrong Siddeley Cheetah; позже оба переоснащены двигателями Leonides; (WE522 & WE530).
Percival P.56 Mark 2
1 прототип с двигателем Alvis Leonides для оценочных испытаний (G-23-1 / WG503).
Provost T.Mk 1
двухместный учебный самолёт с двигателем Leonides для Royal Air Force.
Provost T.51
невооружённая экспортная модификация для Воздушного корпуса Ирландии.
Provost Mk 52
вооружённая экспортная модификация для ВВС Родезии и Султаната Оман.
Provost Mk 53
вооружённая экспортная модификация для Бирмы, Ирака, Ирландии и Судана..